# عنبرآباد (بام و صفی‌آباد)
عنبرآباد، روستایی در دهستان بام بخش بام شهرستان بام و صفی‌آباد در استان خراسان شمالی ایران است.

## جمعیت
بر پایه سرشماری عمومی نفوس و مسکن در سال ۱۳۹۵، جمعیت این روستا برابر با ۹۸ نفر (۳۸ خانوار) بوده است.